# Армейское
Арме́йское (до 1948 года Куреме́с, Кореме́з; укр. Армійське, крымскотат. Köremez, Коремез) — село в Джанкойском районе Республики Крым, входит в состав Заречненского сельского поселения (согласно административно-территориальному делению Украины — Заречненского сельского совета Автономной Республики Крым).

## Население
| 2001 | 2014 |
| ---- | ---- |
| 189  | ↘175 |

Всеукраинская перепись 2001 года показала следующее распределение по носителям языка
| Язык             | Процент |
| ---------------- | ------- |
| крымскотатарский | 51.85   |
| русский          | 25.4    |
| украинский       | 22.22   |

### Динамика численности
| - 1805 год — 106 чел. - 1864 год — 13 чел. - 1889 год — 122 чел. - 1900 год — 118 чел. - 1915 год — 136 чел. - 1926 год — 85 чел. | - 1939 год — 161 чел. - 1989 год — 188 чел. - 2001 год — 189 чел. - 2009 год — 196 чел. - 2014 год — 175 чел. |

## Современное состояние
На 2017 год в Армейском числится 4 улицы; на 2009 год, по данным сельсовета, село занимало площадь 17,9 гектара на которой, в 50 дворах, проживало 196 человек.

## География
Армейское — село в центре района, в степном Крыму, на правом берегу заболоченного устья впадающей в Сиваш реки Победная, высота над уровнем моря — 5 м. Соседние сёла: Низинное в 1 километре на восток, Заречное в 2 километрах на юг и Придорожное в 3 километрах на северо-западе, на другой стороне устья. Расстояние до райцентра — около 14 километров (по шоссе), там же ближайшая железнодорожная станция.

## История
Первое документальное упоминание села встречается в Камеральном Описании Крыма… 1784 года, судя по которому, в последний период Крымского ханства Горямес входил в Дип Чонгарский кадылык Карасубазарского каймаканства. После присоединения Крыма к России (8) 19 апреля 1783 года, (8) 19 февраля 1784 года, именным указом Екатерины II сенату, на территории бывшего Крымского Ханства была образована Таврическая область и деревня была приписана к Перекопскому уезду. После Павловских реформ, с 1796 по 1802 год, входила в Перекопский уезд Новороссийской губернии. По новому административному делению, после создания 8 (20) октября 1802 года Таврической губернии, Куремес был включён в состав Биюк-Тузакчинской волости Перекопского уезда, причём, судя по историческим документам, Куремес и Месит долгое время учитывали как одно селение.
Так, в Ведомости о всех селениях в Перекопском уезде состоящих с показанием в которой волости сколько числом дворов и душ… от 21 октября 1805 года, записан один Месит с 13 дворами, 99 крымскими татарами, 1 ясыром и 6 цыганами. На военно-топографической карте генерал-майора Мухина 1817 года обозначены рядом 2 деревни Месит и Керемес с 12 дворами в обеих, а в «Ведомости о казённых волостях Таврической губернии 1829 года» фигурирует опять один Месит. На карте 1836 года в деревне Куремес 7 дворов. Затем, видимо, в результате эмиграции крымских татар, деревня заметно опустела и на карте 1842 года Куремес обозначен условным знаком «малая деревня», то есть, менее 5 дворов.
В 1860-х годах, после земской реформы Александра II, деревню включили в состав Владиславской волости того же уезда. В «Списке населённых мест Таврической губернии по сведениям 1864 года», составленном по результатам VIII ревизии 1864 года, Куремес — владельческая татарская деревня с 5 дворами и 13 жителями при колодцах. По обследованиям профессора А. Н. Козловского начала 1860-х годов, в селении вода в колодцах глубиной от 1,5—3 до 5 саженей (от 2 до 10 м) была частью солоноватая, а частью солёная. Согласно «Памятной книжке Таврической губернии за 1867 год», деревня Куремес была покинута жителями в 1860—1864 годах, в результате эмиграции крымских татар, особенно массовой после Крымской войны 1853—1856 годов, в Турцию и оставалась в развалинах. И если на трёхверстовой карте Шуберта 1865 года Куремес ещё обозначен, то на карте, с корректурой 1876 года, его уже нет. К 1886 году Владиславская волость была упразднена и в «Памятной книге Таврической губернии 1889 года», по результатам Х ревизии 1887 года, записан Куремез Байгончекской волости, в котором числилось 26 дворов и 122 жителя.
Кем и когда была возрождён Куремес, установить на основе доступных исторических документов пока не удалось, известно, что после земской реформы 1890 года его отнесли к Ак-Шеихской волости. По «…Памятной книжке Таврической губернии на 1900 год» в деревне Куремес числилось уже 118 жителей в 10 дворах. По Статистическому справочнику Таврической губернии. Ч.II-я. Статистический очерк, выпуск пятый Перекопский уезд, 1915 год, в деревне Куремес Ак-Шеихской волости Перекопского уезда числился 21 двор (все дворы с землёй) с татарским населением в количестве 136 человек приписных жителей, из которых 73 мужчины и 63 женщины. Жители владели 430 десятинами удобной земли. В хозяйствах имелось 40 лошадей, 22 коровы и 300 голов мелкого скота.
После установления в Крыму Советской власти, по постановлению Крымревкома от 8 января 1921 года № 206 «Об изменении административных границ» была упразднена волостная система и в составе Джанкойского уезда был создан Джанкойский район. В 1922 году уезды преобразовали в округа. 11 октября 1923 года, согласно постановлению ВЦИК, в административное деление Крымской АССР были внесены изменения, в результате которых округа были ликвидированы, основной административной единицей стал Джанкойский район и село включили в его состав. Согласно Списку населённых пунктов Крымской АССР по Всесоюзной переписи 17 декабря 1926 года, в селе Куремес, Камаджинского (в котором село состоит всю дальнейшую историю) сельсовета Джанкойского района, числилось 22 двора, из них 21 крестьянский, население составляло 85 человек, из них 73 татарина, 4 русских, 8 болгар. По данным всесоюзная перепись населения 1939 года в селе проживал 161 человек.
В 1944 году, после освобождения Крыма от фашистов, согласно постановлению ГКО № 5859 от 11 мая 1944 года, 18 мая крымские татары из села были депортированы в Среднюю Азию. 12 августа 1944 года было принято постановление № ГОКО-6372с «О переселении колхозников в районы Крыма» и в сентябре 1944 года в район приехали первые новоселы (27 семей) из Каменец-Подольской и Киевской областей, а в начале 1950-х годов последовала вторая волна переселенцев из различных областей Украины. С 25 июня 1946 года Куремес в составе Крымской области РСФСР. Указом Президиума Верховного Совета РСФСР от 18 мая 1948 года, Куремес переименовали в Армейское. 26 апреля 1954 года Крымская область была передана из состава РСФСР в состав УССР. До 1984 года село считалось перспективным, после было переведено в разряд сохраняемых. По данным переписи 1989 года в селе проживало 188 человек. С 12 февраля 1991 года село в восстановленной Крымской АССР, 26 февраля 1992 года переименованной в Автономную Республику Крым. С 21 марта 2014 года в составе Крыма аннексировано Россией.